# Крымский диалект караимского языка
Крымский диалект караимского языка (Къарай тили, традиционное караимское название — Лешон Татар (ивр. לשון טטר‎ — «язык татар»)) — язык караимов Крыма. Принадлежит к кыпчакской группе тюркских языков (половецко-кыпчакская подгруппа).

## Сведения
Язык караимов Крыма фактически является этнолектом крымскотатарского, совпадая со средним диалектом крымскотатарского языка, за исключением еврейских слов и выражений, связанных с религиозной жизнью. До начала XX века назывался татарским, как русскими, так и караимскими авторами.
Он заметно отличается от диалектов караимов Литвы и Западной Украины, называвшихся
караимами Лашон Кедар (ивр. לשון קדר‎ — «язык кочевников»). Несмотря на это, с возникновением караимского национального движения, в силу «этнического, культурного и религиозного единства караимов», стал рассматриваться не как диалект крымскотатарского, а как один из трёх (наряду с тракайским и луцко-галичским) диалектов караимского языка.